# 6 Dywizjon Artylerii Ciężkiej (1939)

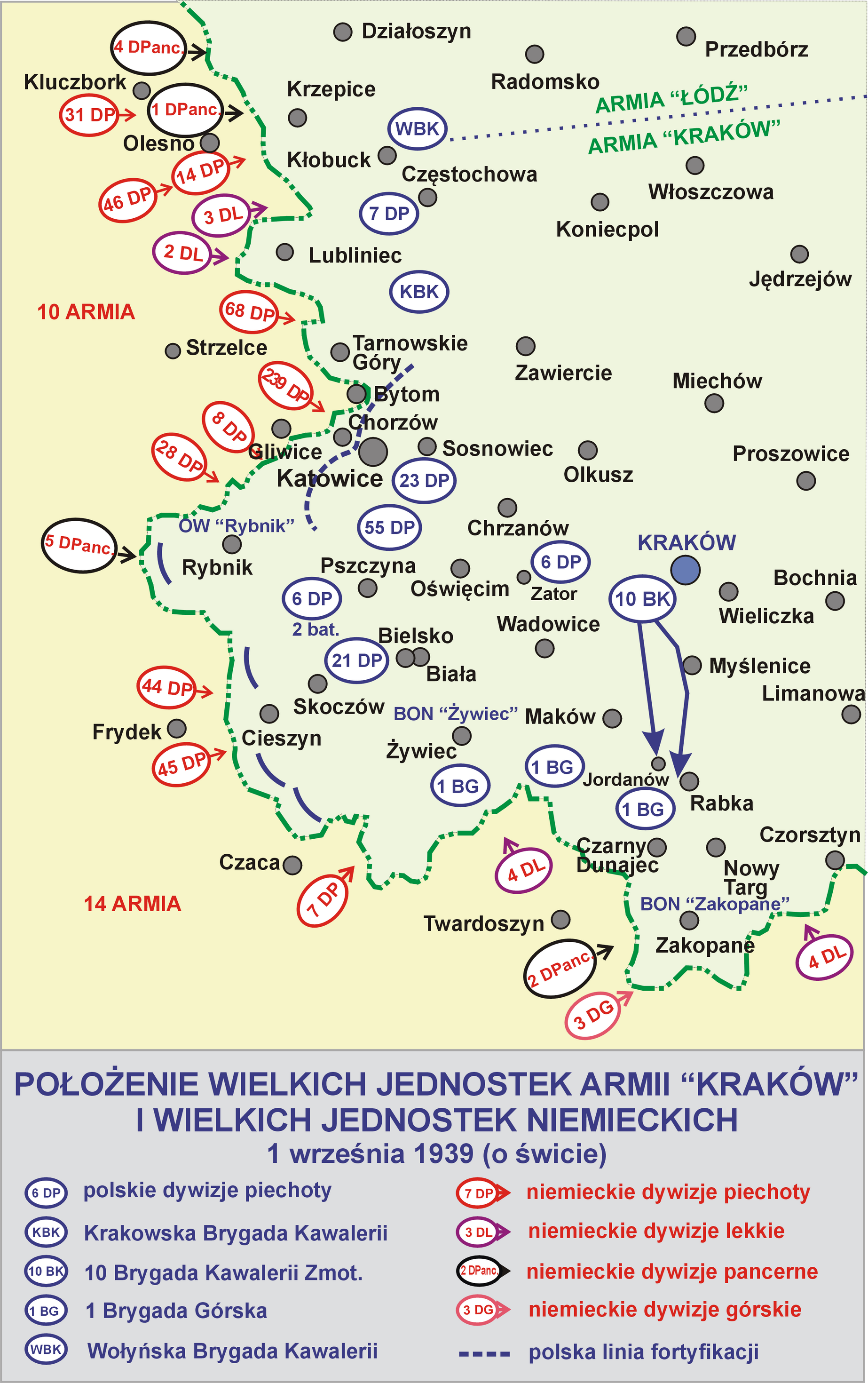
Pułk walczył w składzie 6DP

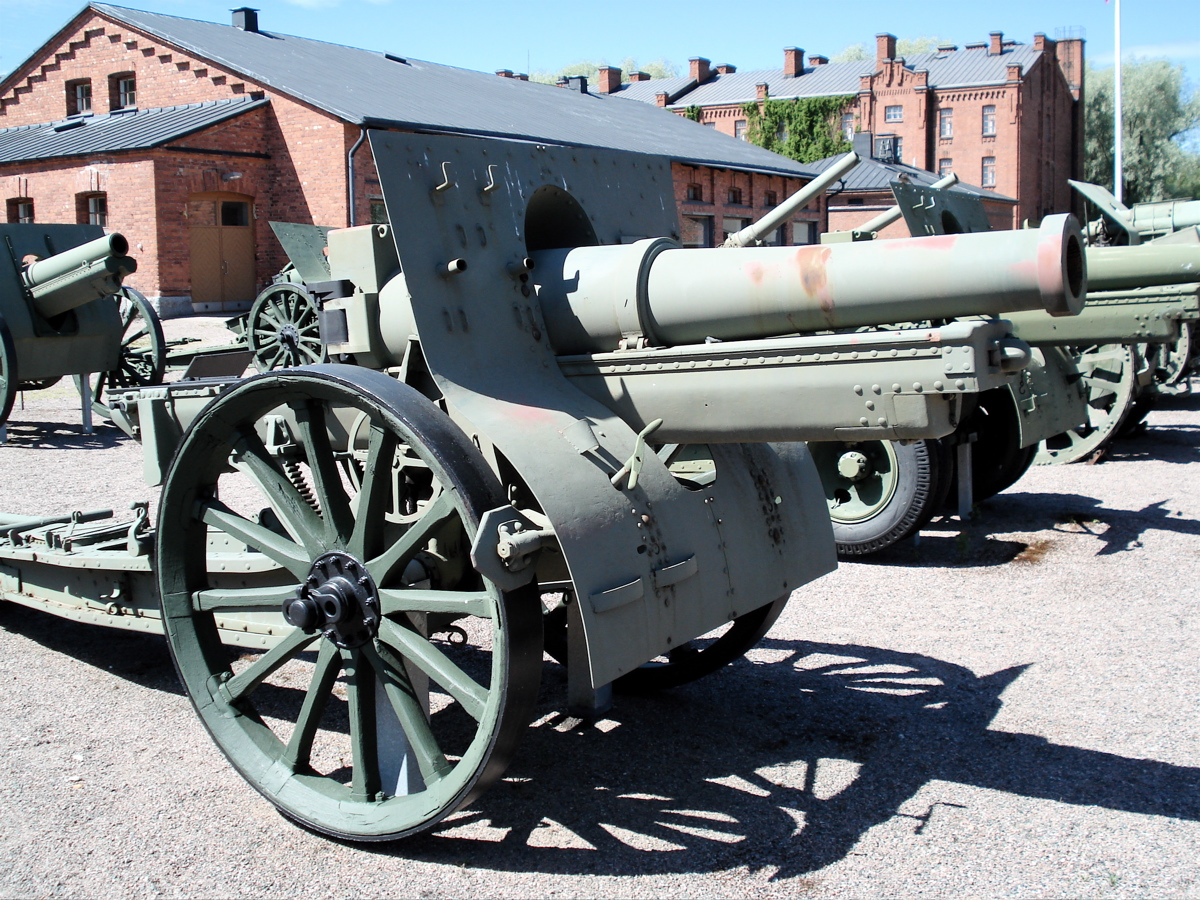
haubice kal. 155 mm wz. 17

6 dywizjon artylerii ciężkiej (6 dac) – pododdział artylerii ciężkiej Wojska Polskiego.
Dywizjon nie występował w pokojowej organizacji wojska. Został sformowany w 1939 przez 5 pułk artylerii ciężkiej z Krakowa.

## Mobilizacja
6 dywizjon artylerii ciężkiej był jednostką mobilizowaną zgodnie z planem mobilizacyjnym „W” jako dywizjon typu II, w alarmie w grupie żółtej. Przeprowadzenie mobilizacji było zadaniem 5 pułku artylerii ciężkiej z Krakowa, jako jednostki mobilizującej. Dywizjon był organiczną jednostką artylerii 6 Dywizji Piechoty. Dywizjon rozpoczął mobilizację 24 sierpnia 1939 o godz. 6.00 w Czerwonym Prądniku. Z magazynów 5 pac pobrano trzy armaty kal. 105 mm wz. 29 i trzy haubice kal. 155 mm wz. 17. Dywizjon otrzymał 2 radiostacje typu ROD i N2. Broń pobrano na pełny stan, zabrakło jedynie pistoletów. Mobilizację 2 baterii przeprowadził ppor. Jan Bukowski po czym zdał ją kapitanowi Jerzemu Pasternakiewiczowi, przybyłemu ze Szkoły Podchorążych Artylerii z Torunia. Rano 28 sierpnia 1939 przeprowadzono ćwiczenie zgrywające. 29 sierpnia dywizjon wyruszył marszem pieszym z Czerwonego Prądnika przez Kraków, Skawinę do Spytkowic. 31 sierpnia wszedł w ugrupowanie 6 DP w rejonie Pszczyny. Wchodził on, wraz z dywizją, w skład Grupy Operacyjnej „Bielsko”.

## 6 dac w kampanii wrześniowej
1 września 1939 roku 6 dac stacjonował w rejonie Zatora jako odwód GO „Bielsko”. Po otrzymaniu informacji o wybuchu wojny dywizjon marszem pieszym poprzez Oświęcim, Brzeszcze osiągnął rejon na wschód od Pszczyny. Pierwszy rozkaz bojowy dla dywizjonu polecał zajęcie stanowisk ogniowych w rejonie Ćwiklic. Do świtu 2 września baterie zajęły stanowiska na skraju miejscowości i lasu Jankowice. Punkt obserwacyjny 1 ba i dywizjonu umieszczony został w Starej Wsi. Niemiecka 5 Dywizja Pancerna uderzyła na Pszczynę. Mimo słabej widoczności ze względu na mgłę dywizjon otworzył ogień do nieprzyjaciela ok. godz.9.00. Wszystkie ataki wroga, zwłaszcza w kierunku Starej Wsi, zostały odparte przy wydatnej pomocy 6 dac. Czołgi niemieckie przełamały linie obrony piechoty ok. godz. 12.00 duża grupa czołgów uderzyła na stanowiska ogniowe 6 dywizjonu. 1 bateria utraciła wszystkie armaty, podczas obrony swoich stanowisk ogniowych bateria zniszczyła co najmniej 1 czołg niemiecki. Kilku żołnierzy baterii zostało rannych kilku zaginęło, stracono też kilkanaście koni. 6 dac wycofał się trzech większych grupach. W pierwszej grupie znalazła się większość żołnierzy 1 baterii wraz z resztą taborów, kolumną amunicyjną 6 dac odskoczyła w ciągu nocy w rejon Brzeźnicy, skąd przemaszerowano do Woli Duchackiej. W drugiej grupie znalazła się 2 bateria, która przez Brzeszcze dotarła do Skawiny. Nie dołączył do dywizjonu znajdujący się na punktach obserwacyjnych dowódca dywizjonu z pocztem dywizjonu. Grupa trzecia dowódcy dywizjonu dołączyła do rozbitków z piechoty 6 DP zbierających się w lesie na północny wschód od Ćwiklic. W trakcie przebijania się za Wisłę 4 września w większości dostała się do niemieckiej niewoli w rejonie wsi Brzezinka. Major Świerzy i ppor. Piaskowy przedarli się do własnych linii. 
Pozostałość 6 dac 5 września siłami 2 baterii wspierała walkę piechoty 6 DP z oddziałami niemieckiej 45 Dywizji Piechoty i grupą bojową 5 DPanc. o Skawinę niszcząc jeden pojazd pancerny. Poniesiono straty w postaci kilku żołnierzy rannych i zaginionych oraz utracono kilka koni. Wieczorem zdekompletowany 6 dac wycofał się do Puszczy Niepołomickiej maszerując przez Swoszowice, Piaski Wielkie, Wieliczkę. 6 września osiągnięto Niepołomice, 2 bateria haubic zajęła stanowiska w rejonie Woli Batorskiej. Podjęto dalszy odwrót poprzez Wał, Ruda, Jadowniki Mokre, gdzie dotarto 7 września. Następnego dnia dywizjon przekroczył Dunajec w rejonie Ulowa. W godzinach popołudniowych 8 września podjazd niemieckiej 2 Dywizji Pancernej rozbił spieszoną 1 baterię pod Gruszowem, a 2 baterię haubic na północny wschód od Dąbrowy Tarnowskiej, gdzie utraciła swoje haubice i sprzęt. Grupy żołnierzy rozbitego 6 dac dołączyły w następnych dniach do 5 pułku artylerii ciężkiej na czele z kpt. Pasternakiewiczem i ppor. Piaskowym i dzieliły jego dalszy los.

## Obsada personalna
- dowódca — mjr Antoni Świerzy
- adiutant dywizjonu — ppor. Marcin Piaskowy
- oficer zwiadowczy — ppor. rez. Jerzy Dębski
- oficer łączności — ogn. pchor. Aleksander Głowacki
- oficer łącznikowy — por. rez. Wacław Trawiński
- lekarz — ppor. rez. lek. Cybulski
- dowódca 1 baterii — kpt. Jerzy Wojciech Pasternakiewicz
- dowódca 2 baterii — por. Władysław Burdyłło